# پاشلک
پاشَلَک یا پاشله به هریک از تقریباً ۲۰ گونه پرندگان آبچری که در سه سردهٔ Coenocorypha ، Gallinago و Lymnocryptes قرار دارند و از خانوادهٔ آبچلیکان می‌باشند، گفته می‌شود. مشخصهٔ این پرندگان منقاری بلند و باریک است که به کمک آن در زمین‌های گلی به دنبال بی‌مهرگان می‌گردند و و پرهایی نقشدار که استتار خوبی را برای آنان فراهم می‌آورد.
پاشلک‌های Gallinago دارای پراکندگی جهانی هستند، پاشلک‌های کوچک محدود به آسیا و اروپا هستند و پاشلک‌های Coenocorypha را می‌توان تنها در نیوزیلند پیدا کرد.

## گونه‌ها
سردۀ پاشلک‌ها ;Gallinago
- پاشلک تک‌زی، Gallinago solitaria
- پاشلک ژاپنی، Gallinago hardwickii
- پاشلک جنگلی، Gallinago nemoricola
- پاشلک دم‌دراز، Gallinago stenura
- پاشلک چینی، Gallinago megala
- پاشلک آفریقایی، Gallinago nigripennis
- پاشلک ماداگاسکار، Gallinago macrodactyla
- پاشلک بزرگ، Gallinago media
- پاشلک معمولی، Gallinago gallinago
- پاشلک ویلسن، Gallinago delicata
- پاشلک آمریکای جنوبی، Gallinago paraguaiae
- پاشلک اشرافی، Gallinago nobilis
- پاشلک غول‌پیکر، Gallinago undulata
- پاشلک فوئگوایی،Gallinago stricklandii
- پاشلک آندی، Gallinago jamesoni
- پاشلک شاهی، Gallinago imperialis

سردۀ پاشلک‌های استرالیایی ;Coenocorypha
- پاشلک جزیره چاتهام، Coenocorypha pusilla
- پاشلک نیوزیلندی، Coenocorypha (aucklandica) aucklandica
- پاشلک جزیره شمالی Coenocorypha (aucklandica) barrierensis (منقرض شده)
- پاشلک جزیره اسنرز، Coenocorypha (aucklandica) huegeli
- پاشلک جزیره جنوبی، Coenocorypha (aucklandica) iredalei (منقرض شده)
- پاشلک جزیره آنتیپود، Coenocorypha (aucklandica) meinertzhagenae
- پاشلک فوربس، Coenocorypha chathamica (منقرض شده)
- پاشلک جزیره کمپبل،  Coenocorypha Campbell
- پاشلک ویتی لوو Coenocorypha miratropica (منقرض شده)
- پاشلک کالدونیایی (منقرض شده)
- پاشلک نورفولک (منقرض شده)

سردۀ پاشلک‌های کوچک ;Lymnocryptes
- پاشلک کوچک، Lymnocryptes minimus